# Zamenis persicus
Espèce
Synonymes
- Coluber longissima var. persica Werner, 1913
- Elaphe persica (Werner, 1913)

Zamenis persicus  est une espèce de serpents de la famille des Colubridae.

## Répartition
Cette espèce se rencontre :
- dans le sud-est de l'Azerbaïdjan ;
- dans le nord de l'Iran.

## Description
L'holotype de Zamenis persicus, un mâle juvénile, mesure 640 mm dont 115 mm pour la queue.

## Étymologie
Son nom d'espèce lui a été donné en référence à son aire de répartition.

## Publication originale
- Werner, 1914 "1913" : Neue oder seltene Reptilien und Frösche des Naturhistorischen Museums in Hamburg. Mitteilungen aus dem Hamburgischen Zoologischen Museum und Institut, vol. 30, p. 1-51 (texte intégral).